# Jeunesses socialistes des Asturies
Les Jeunesses socialistes des Asturies (en espagnol : Juventudes Socialistas de Asturias), fondée en 1903 dans les Asturies, est la fédération asturienne de l'organisation des Jeunesses socialistes d'Espagne, affilée au PSOE.
Elle est présidée par la célèbre personnalité centenaire Ángeles Flórez Peón et son siège se situe à Oviedo.

## Histoire
L'organisation joue un grand rôle durant la proclamation de la République, puis durant la guerre d'Espagne.

## Postérité
L'organisation est célèbre pour avoir comme présidente honoraire Ángeles Flórez Peón, personnalité reconnue de la guerre d'Espagne et de la résistance contre le franquisme.